# Cap Juby
El cap Juby (àrab: رأس جوبي, Raʾs Jūbī) és un cap de la costa sud del Marroc, proper a la frontera amb el Sàhara Occidental, davant de les illes Canàries.
Al nord-est del cap es troba la ciutat de Tarfaya, l'antiga Villa Bens. La zona també es coneix com a Franja del Cap Juby (en referència ala cap), la Franja de Tarfaya (en referència a la ciutat) o Zona Tekna (en referència als tekna, la tribu saharaui autòctona).

## Època colonial
Cabo Juby fou una colònia espanyola de la costa sud del Marroc. Tenia uns 20.000 km², i la seva població era d'uns 10.000 habitants, gairebé tots amazics.
David Mackenzie comerciava a la regió després del 1871; el 1875 va esdevenir agent de la British and Foreign Anti-Slavery Society. El 1876 va signar un acord amb el xeic de la regió Ibn Beiruk el qual va cedir una franja entre Cap Juby i l'anomenada Punta Stafford. El 1878 Mackenzie va fundar una factoria comercial anomenada Port Victoria en una petita illa davant de Tarfaya; el 1879 hi va establir la Companyia Britànica de l'Àfrica Nord Occidental. La factoria fou atacada i destruïda, sent posteriorment reconstruïda. El 1886 Mackenzie va rebre una oferta de compra del rei de Bèlgica, i llavors la companyia va comprar tots els drets, però l'oposició de Gran Bretanya va fer impossible la venda; el 1888 es van produir atacs dels amazics fins que finalment Mackenzie va vendre l'establiment al soldà el 1895.
El 3 d'octubre de 1904 la colònia espanyola de Río de Oro va incorporar per una proclamació el Saguiet al-Hamra i la regió del cap Juby fins al Wadi Draa, però especialment a aquesta darrera regió no es va procedir a l'ocupació efectiva.

Cap Juby

El 1912 Espanya va negociar amb França les seves possessions al sud del Marroc, reclamant el territori al sud del Wadi Draa, i es va acordar que aquesta zona, amb el nom de Cap Juby (castellà Cabo Juby) passaria a formar part del protectorat espanyol del Marroc, tot i que administrat des de la colònia de Río de Oro amb la que afrontava. Encara que el soldà de Marroc no tenia jurisdicció a la zona, aquesta seria part integrant del regne en cas d'acabar el protectorat. El 29 de juliol de 1916 el governador de Río de Oro, Francisco Bens, va ocupar formalment la comarca del cap Juby i va fundar Villa Bens (després Tarfaya) que va servir principalment com a base aèria.
Cabo Juby va formar part doncs des del 1904 sobre el paper i des de 1916 efectivament del govern de Río de Oro fins a la formació dels Territoris de l'Àfrica Occidental Espanyola el 1946, però des de 1912 sobre el paper i des de 1916 efectivament, era considerat com a part del protectorat espanyol del Marroc. El 26 de juliol de 1946 va quedar dins l'administració dels Territoris de l'Àfrica Occidental Espanyola però encara com a part del protectorat.
El 1956 Marroc va accedir a la independència i va reclamar la cessió de Cabo Juby d'acord amb el tractat entre Espanya i França de 1912. Després del 27 de novembre de 1957 es van fer atacs per irregular marroquins a la regió, i foren ocupades entre d'altres Edchera (13 de gener de 1958), Tan-Tan (febrer), Tafirdat i Smara (10 de febrer). La lluita va durar fins al 25 de febrer de 1958; el 2 d'abril de 1958, pel tractat de Angra de Cintra, Espanya va cedir Cabo Juby al Marroc. El 10 d'abril el governador va fer l'entrega oficial, quedant formalment dissolta la colònia de l'Àfrica Occidental Espanyola, ja que el govern de Madrid, davant la situació, havia constituït Río de Oro i Ifni en províncies espanyoles (Sàhara Espanyol i Ifni), per evitar la seva inclusió en els territoris pendents de descolonitzar de l'ONU.

## Nota
1. ↑  En el tractat de 28 de maig de 1767 amb Espanya, el soldà del Marroc reconeixia que no tenia jurisdicció en aquesta zona